# Liste der Naturdenkmale in Schöffengrund
Die Liste der Naturdenkmale in Schöffengrund nennt die auf dem Gebiet der Gemeinde Schöffengrund gelegenen Naturdenkmale. Sie sind nach dem Hessischen Gesetz über Naturschutz und Landschaftspflege (Hessisches Naturschutzgesetz – HAGBNatSchG) § 12 geschützt und bei der unteren Naturschutzbehörde des Lahn-Dill-Kreises (Abteil Umwelt, Natur und Wasser) eingetragen.
| Bild            | Bezeichnung          | Ortsteil, Lage                               | Beschreibung                              | Art | Nr. |
| --------------- | -------------------- | -------------------------------------------- | ----------------------------------------- | --- | --- |
| Fotos hochladen | Zwei Linden Laufdorf | Laufdorf 50° 30′ 58,5″ N, 8° 27′ 26,9″ O     | Einzelbäume (Linden)                      |     | 33  |
| Fotos hochladen | Linde Oberquembach   | Oberquembach 50° 27′ 52,2″ N, 8° 28′ 49,9″ O | Einzelbaum (Winterlinde)                  |     | 37  |
| BW              | Linde Schwalbach     | Schwalbach 50° 30′ 2,1″ N, 8° 27′ 36,4″ O    | Einzelbaum (Winterlinde mit Mistelbesatz) |     | 39  |